# Tramaga
Tramaga is een plaats (freguesia) in de Portugese gemeente Ponte de Sor en telt 1732 inwoners (2001).